# Zap2it
Zap2it fue un sitio web estadounidense y red de afiliados que ofrecía noticias, fotos y video, además de anuncios de televisión local y horarios de películas para áreas de Estados Unidos y Canadá. El sitio era producido por Tribune Media Services (TMS), parte de la división editorial de Tribune Media, con sede en Chicago. Entre los afiliados de Zap2it se encontraban Wave Broadband, Cox, Dish Network, Disney, The New York Times, Los Angeles Times y The Washington Post.

## Historia
TMS comenzó a ofrecer servicios de listados en línea como proveedor de contenido a los servicios en línea Prodigy a finales de los 80 y America Online a principios de los años noventa. TMS lanzó su primer servicio de anuncios de televisión en línea, TV Quest, en 1993 en el servicio en línea de AppleLink. TV Quest migró más tarde a los servicios eWorld de Apple y a Internet a mediados de los años noventa.
La versión 1.0 de Zap2it debutó en la web en mayo de 2000. En su primera iteración, el sitio fue una combinación de sitios de propiedad de TMS, TVQuest y MovieQuest, además del recientemente comprado sitio de contenido UltimateTV.
UltimateTV ofreció a los televidentes noticias de última hora de la industria, Nielsen Ratings, chats de celebridades en vivo y más. El sitio proporcionó videoclips, entrevistas y promociones.
El primer Zap2it se centró en películas, televisión y contenido original basado en la web. El sitio ofreció contenido original junto con información de los listados para películas y televisión en línea. También categorizó el contenido en línea como cortometrajes, juegos interactivos y series de televisión ofrecidos por Atom Films, Shockwave.com e iFilm.
Las páginas editoriales del sitio, incluida la portada, fueron rediseñadas en 2001. A principios de 2003, el enfoque editorial de Zap2it se redujo a la televisión y a las películas y el sitio fue nuevamente rediseñado. En 2005, un acuerdo con Fandango, compañía dedicada a la venta de entradas para películas vía web o llamada telefónica, permitió la introducción de taquillas de películas en línea para los teatros selectos. Los blogs, incluyendo It Happened Last Night, se lanzaron por primera vez en 2006 y se expandieron a partir de entonces. En 2007, el sitio lanzó una funcionalidad de "clic para grabar" que permite a los usuarios con grabadoras de vídeo digitales TiVo, programar remotamente grabaciones, directo desde las listas de televisión de la página.
En 2008, el sitio lanzó TVOvermind, un blog dedicado a recopilaciones episódicas alojado como un subdominio en el sitio web Zap2it. Posteriormente, fue adquirido por BC Media Group en 2012.
El 3 de octubre de 2016, el sitio fue rebautizado como Screener.
En abril de 2017, Tribune Media anunció el final del contenido editorial de Screener TV. No se ha añadido contenido nuevo desde entonces. Al año 2019, y desde la nueva conversión a su antiguo nombre de Zap2it, lo único que llegó a quedar en el sitio fue la sección de listados de TV y TV by the Numbers.

### Adquisición por Sinclair
El 8 de mayo de 2017, Sinclair Broadcast Group anunció oficialmente su intención de comprar Tribune Media. La transacción será un acuerdo de efectivo y acciones que valorará a la compañía en 3 900 millones de dólares.

## Desarrollo de productos
A principios de 2007, Zap2it lanzó listas de televisión mejoradas en su sitio principal. Las actualizaciones del producto incluyeron mejoras en el rendimiento, mejores capacidades de personalización y la introducción de herramientas de intercambio y un sistema de clasificación de usuarios. Después de un período de prueba, el producto de listas de televisión se puso a disposición de los afiliados.
En 2008, se desarrolló un producto revisado de película-showtimes en el sitio principal. Presentó más prominentemente los tráileres de películas y ofreció listas ampliadas de reparto que enlazaban a páginas de perfil de celebridades.

## Desarrollo editorial
En febrero de 2009, Zap2it comenzó a desempeñar un papel más amplio dentro de Tribune Company. El sitio se convirtió en el agregador principal de contenido de entretenimiento en línea propiedad de Tribune, incluyendo latimes.com, The Envelope, chicagotribune.com y otros. Como parte de este desarrollo, se planeó un rediseño del sitio principal para mediados de 2009.